# ハワード・メイソン・ゴア
ハワード・メイソン・ゴア（Howard Mason Gore, 1887年10月12日 - 1947年6月20日）は、アメリカ合衆国の政治家。第8代アメリカ合衆国農務長官および第17代ウェストバージニア州知事を務めた。

## 生い立ちと初期の経歴
1887年10月12日、ゴアはウェストバージニア州ハリソン郡のクラークスバーグにおいて誕生した。ゴアは地元の学校で初等教育を受け、また家族が経営する農場の手伝いをした。ゴアは1900年にウェストバージニア大学農学部を卒業した。ゴアは大学卒業後、農業および畜産業で生計を立てた。ゴアは1912年から1916年にかけて、ウェストバージニア州家畜育種協会の会長を務めた。ゴアはまた、銀行業および旅館業にも参入した。
ゴアは1917年から1919年まで、ウェストバージニア州食品管理局において補佐官として勤務した。続いてゴアは1922年から1924年まで、ウェストバージニア州教育委員会の委員を務めた。

## アメリカ合衆国農務長官

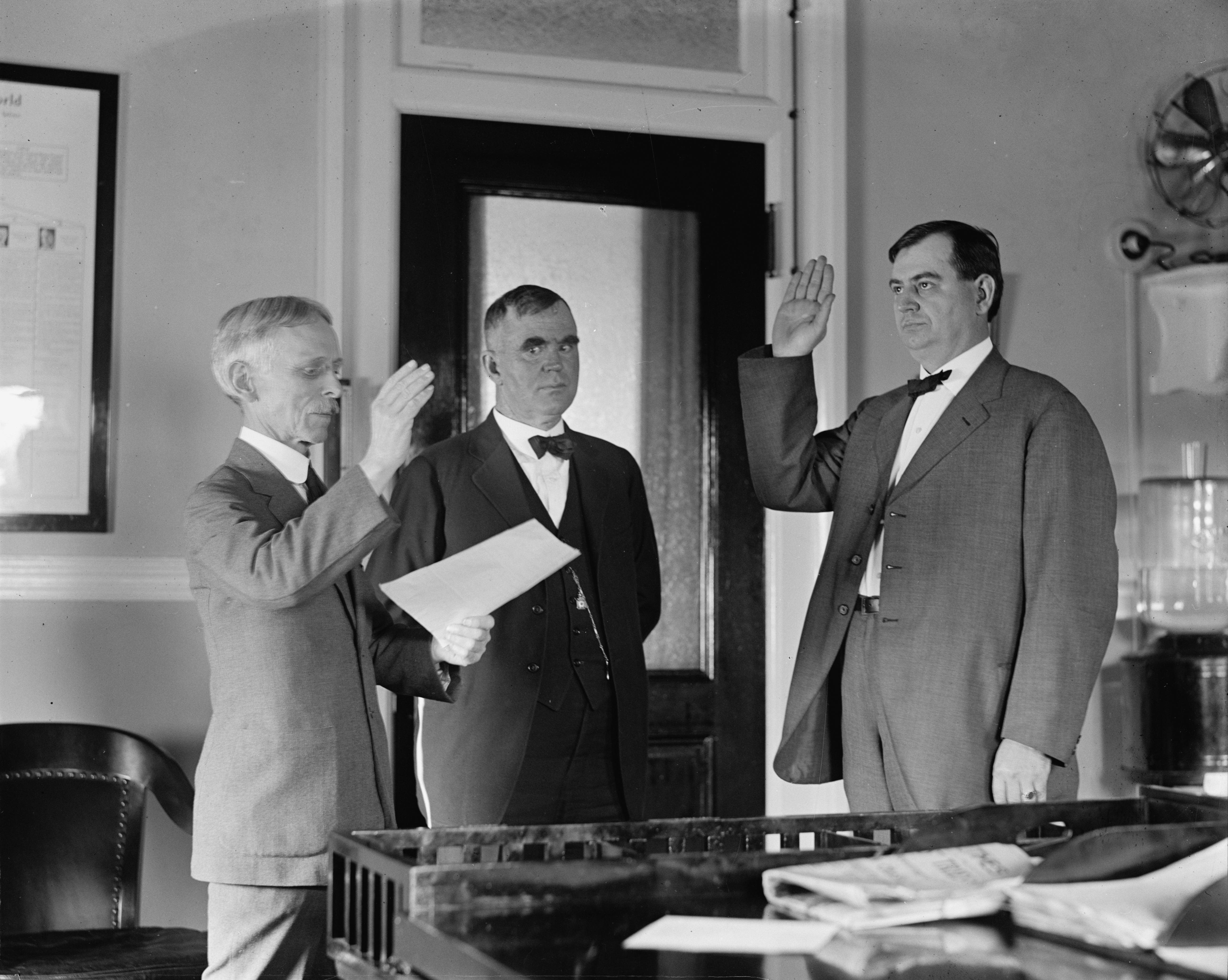
農務次官補への就任宣誓を行うゴア

カルビン・クーリッジ政権発足後の1923年9月23日、ゴアは農務次官補に起用された。1924年11月にヘンリー・ウォレス農務長官が死去すると、後任の農務長官としてゴアが任ぜられた。

## ウェストバージニア州知事
1925年、ゴアは共和党からウェストバージニア州知事に立候補し、当選した。ゴアは1925年3月4日に農務長官を辞任し、ウェストバージニア州知事に着任した。ゴアは州知事を1929年3月4日まで2期4年務めた。ゴアは農業を奨励し、また道路網の拡張を図った。ゴアの在任中は概して好況であり、州内の自治体に予算を提供した。ゴアはまた、医療や教育の振興に力を注いだ。

## 晩年
ゴアは州知事の任期終わり近くに連邦上院議員を目指す意向を公表した。ゴアは連邦上院議員候補の1人となったが、選出は叶わなかった。ゴアは1931年から1932年まで、ウェストバージニア州農務長官を務めた。ゴアは1941年から1947年まで、ウェストバージニア州公益事業委員会の委員を務めた。
1887年10月12日、ゴアは故郷ウェストバージニア州クラークスバーグにおいて死去した。ゴアの遺体はクラークスバーグのエルクヴュー墓地に埋葬された。

## 家族
父親はソロモン・デミリオン・ゴア (Solomon DeMillion Gore, 1837-1907) 、母親はマリエッタ・ペイン・ロジャーズ (Marietta Payne Rogers, 1842-1926) であった。ゴアは1906年9月30日にロキシレン・コーダー・ベイリー (Roxilene Corder Bailey, 1884-1907) と結婚した。